# Municipio Porco
Das Municipio Porco ist ein Verwaltungsbezirk im Departamento Potosí im Hochland des südamerikanischen Anden-Staates Bolivien.

## Lage im Nahraum
Das Municipio Porco ist eines von drei Municipios in der Provinz Antonio Quijarro und grenzt im Norden an die Provinz Tomás Frías, im Osten an die Provinz José María Linares und im Süden und Westen an das Municipio Tomave.
Der zentrale Ort des Municipios ist die Stadt Porco mit 5287 Einwohnern, die im Zentrum des Municipios liegt, zweitgrößte Ortschaft ist die Minensiedlung Agua de Castilla mit 2817 Einwohnern. (Volkszählung 2012)

## Geographie
Das Municipio Porco liegt auf dem Altiplano im zentralen Bolivien zwischen der Cordillera de Chichas im Südwesten und der Cordillera Central im Nordosten.
Die mittlere Durchschnittstemperatur der Region liegt bei etwa 11 °C (siehe Klimadiagramm Potosí), die monatlichen Durchschnittstemperaturen schwanken zwischen 8 °C im Juni/Juli und gut 13 °C von November bis März. Der Jahresniederschlag beträgt nur etwa 350 mm, bei einer ausgeprägten Trockenzeit von April bis Oktober mit Monatsniederschlägen zwischen 0 und 15 mm, und einer kurzen Feuchtezeit von Dezember bis Februar mit Monatsniederschlägen von gut 70 mm.

## Bevölkerung
Die Einwohnerzahl ist zwischen 1992 und 2024 auf das Zweieinhalbfache angestiegen:
| Jahr | Einwohner | Quelle       |
| ---- | --------- | ------------ |
| 1992 | 5.737     | Volkszählung |
| 2001 | 5.959     | Volkszählung |
| 2012 | 10.763    | Volkszählung |
| 2024 | 14.626    | Volkszählung |

Die Bevölkerungsdichte des Municipios betrug 12,9 Einwohner/km² bei der Volkszählung 2024, der Anteil der städtischen Bevölkerung ist 75 Prozent.
Die Lebenserwartung der Neugeborenen liegt bei 61 Jahren. Der Alphabetisierungsgrad bei den über 19-Jährigen beträgt 80 Prozent, und zwar 91 Prozent bei Männern und 71 Prozent bei Frauen. (2001)

## Politik
Ergebnisse der Wahlen zum Gemeinderat (concejales del municipio) bei den Regionalwahlen vom 4. April 2010:
| Wahl- berechtigte |  | Wahl- beteiligung | gültige Stimmen |  | MAS-IPSP | AS     |
| ----------------- |  | ----------------- | --------------- |  | -------- | ------ |
| 4043              |  | 3379              | 2132            |  | 1258     | 874    |
|                   |  | 83,6 %            | 63,1 %          |  | 59,0 %   | 41,0 % |

Ergebnis der Regionalwahlen (elecciones de autoridades políticas) vom 7. März 2021:
| Wahl- berechtigte |  | Wahl- beteiligung | gültige Stimmen |  | PAN-BOL | MAS-IPSP | AS      | M.O.P. |
| ----------------- |  | ----------------- | --------------- |  | ------- | -------- | ------- | ------ |
| 5506              |  | 4778              | 3919            |  | 1150    | 1143     | 444     | 369    |
|                   |  | 86,78 %           | 82,02 %         |  | 29,34 % | 29,17 %  | 11,33 % | 9,42 % |

## Gliederung
Das Municipio unterteilt sich in die folgenden Kantone (cantones):
- 05-1203-01 Kanton Porco – 19 Ortschaften – 8.741 Einwohner
- 05-1203-02 Kanton Condoriri – 28 Ortschaften – 1.061 Einwohner
- 05-1203-03 Kanton Chaquilla – 6 Ortschaften – 167 Einwohner
- 05-1203-04 Kanton Carma – 13 Ortschaften – 340 Einwohner
- 05-1203-05 Kanton Churcuita – 1 Ortschaft – 454 Einwohner

## Ortschaften im Municipio Porco
- Kanton Porco
  - Porco 5287 Einw. – Agua de Castilla 2817 Einw.
- Kanton Condoriri
  - Chichuyo 211 Einw. – Topala 134 Einw.
- Kanton Chaquilla
  - Chaquilla 145 Einw.
- Kanton Carma
  - Carma 143 Einw.
- Kanton Churcuita
  - Churcuita 454 Einw.